# Kuhnustanjärvi
Kuhnustanjärvi eller Kuhnustainen är en sjö i Finland. Den ligger i kommunen Juga i landskapet Norra Karelen, i den sydöstra delen av landet, 400 km nordost om huvudstaden Helsingfors. Kuhnustanjärvi ligger 97,7 meter över havet. Den är 8 meter djup. Arean är 1,93 kvadratkilometer och strandlinjen är 12,02 kilometer lång. Sjön  ingår i Vuoksens huvudavrinningsområde.   I omgivningarna runt Kuhnustanjärvi växer i huvudsak blandskog.
I övrigt finns följande i Kuhnustanjärvi:
- Niilolansaari (en ö)
- Hälvänsaari (en ö)
- Koirasaari (en ö)